# URA (映像ディレクター)
URAは、日本の映像ディレクター、イラストレーター、漫画家、編曲家である。サークル及びWebサイト「AC-Promenade」を運営し、URA AC-Promenadeなどのクレジットがなされることもある。 アニメーションやゲームにおけるOP、ED、PVに於いて、原画、動画、テキストクレジットを素材として生かし、インフォグラフィックスやモーショングラフィックス的なアプローチを強く取り入れた映像表現を特徴としている。2024年10月現在、バイブリーアニメーションCGに在籍。

## 参加作品

### ゲーム
- SinsAbell〜緋昏し空の遠く〜（OP映像）[2]
- まじれす!!〜お待たせリトルウイング〜（OP映像、原画）[2]
- いただきじゃんがりあんR（OP映像、OPサウンドロゴ）[2]
- みらろま（OP映像、OP編曲）[2]
- リトルウィッチファンディスク（デモ映像）[2]
- リトルウィッチロマネスク（エフェクト協力）[2]
- 夏音 Ring（エンドタイトル）[2]
- トロピカルKISS（OP映像）[2]
- 魔界天使ジブリール4（OP映像）[2]
- 虹色水晶（キャラクターデザイン、原画／浦田正樹名義）[2]
- てんてこ温泉時代劇～亀屋～（キャラクターデザイン、原画／浦田正樹名義）[2]

### アニメ

#### TVアニメ
- 猫物語 (黒)（OP ディレクター：OP映像内にクレジットあり）[1]
- 〈物語〉シリーズ セカンドシーズン（OP ディレクター：OP映像内にクレジットあり）[1]
- ニセコイ（OP ディレクター）
- グリザイアの果実（ED 絵コンテ・演出・ディレクター）[1]
- ニセコイ:（OP ディレクター：ED映像内にクレジットあり）
- グリザイアの楽園（OP 絵コンテ・ディレクター/ ED 絵コンテ・演出・ディレクター）[1]
- Rewrite（OP/ED 絵コンテ・ディレクター：ED映像内にクレジットあり）
- クビキリサイクル 青色サヴァンと戯言遣い（OP ディレクター：ED映像内にクレジットあり）
- 五等分の花嫁∬（OP 絵コンテ・演出：ED映像内にクレジットあり）
- ブラック★★ロックシューター DAWN FALL（OP/ED 絵コンテ・演出）
- RWBY 氷雪帝国（OP ディレクター）
- プリマドール（OP 絵コンテ・演出・編集・撮影 / ED 撮影：ED映像内にクレジットあり）
- 解雇された暗黒兵士（30代）のスローなセカンドライフ（OP映像ディレクター：OP映像内にクレジットあり）
- 君のことが大大大大大好きな100人の彼女（OP 絵コンテ・ディレクター） - 第1期・第2期
- 五等分の花嫁*（OP 絵コンテ・演出）
- グリザイア:ファントムトリガー（OP ディレクター）
- ウィッチウォッチ（ED 絵コンテ・演出）

#### 劇場アニメ
- グリザイア：ファントムトリガー（OP ディレクター・絵コンテ）

### イラスト
- 葛西伸哉『不思議使い』（2005年8月 MF文庫J）[2]
- 葛西伸哉『不思議使い 2 階段のキューピッド』（2006年4月 MF文庫J）[2]